# Synidotea hirtipes
Synidotea hirtipes är en kräftdjursart som först beskrevs av Milne Edwards 1840.  Synidotea hirtipes ingår i släktet Synidotea och familjen tånglöss.
Artens utbredningsområde är Röda havet. Inga underarter finns listade i Catalogue of Life.